# Psallus mollis
Psallus mollis är en insektsart som först beskrevs av Étienne Mulsant och Claudius Rey 1852.  Psallus mollis ingår i släktet Psallus, och familjen ängsskinnbaggar. Arten är reproducerande i Sverige.